# Confetti
Confetti е шестият албум на британската група Литъл Микс, издаден през ноември 2020 г. Съдържа 13 музикални изпълнения, от него са излезли четири сингъла „Break Up Song“, „Holiday“, „Sweet Melody“ и „Confetti“.

## Списък с песните

### Оригинален траклист
1. „Break Up Song“ – 3:20
2. „Holiday“ – 3:33
3. „Sweet Melody“ – 3:33
4. „Confetti“ – 2:47
5. „Happiness“ – 3:17
6. „Not a Pop Song“ – 2:59
7. „Nothing But My Feelings“ – 2:42
8. „Gloves Up“ – 2:47
9. „A Mess (Happy 4 U)“ – 3:29
10. „My Love Won't Let You Down“ – 2:54
11. „Rendezvous“ – 2:56
12. „If You Want My Love“ – 2:40
13. „Breathe“ – 3:29

### Record Store Day 2021 LP издание
1. „Confetti“ (със Сауит) – 3:04

### Японско издание
1. „Bounce Back“ – 2:40
2. „Break Up Song“ (акустична версия) – 3:23
3. „Holiday“ (Frank Walker Remix) – 3:24

### Дигитално разширено издание
1. „No Time for Tears“ (с Натан Дав) – 3:17
2. „Bounce Back“ – 2:40
3. „One I've Been Missing“ – 3:12
4. „Break Up Song“ (Nathan Dawe remix) – 3:21
5. „Break Up Song“ (Steve Void remix) – 2:58
6. „Break Up Song“ (акустична версия) – 3:23
7. „Holiday“ (MNEK remix) – 3:38
8. „Holiday“ (220 Kid remix) – 3:25
9. „Holiday“ (Frank Walker Remix) – 3:24
10. „Holiday“ (акустична версия) – 3:32
11. „Sweet Melody“ (PS1 remix) – 3:31
12. „Sweet Melody“ (Alle Farben remix) – 3:21
13. „Sweet Melody“ (акустична версия) – 3:34